# كين مورا
كين مورا (بالإنجليزية: Ken Mora)‏ هو كاتب سيناريو ومخرج أمريكي، ولد في 17 ديسمبر 1960.

## وصلات خارجية
- كين مورا على موقع IMDb (الإنجليزية)
- كين مورا على موقع كينوبويسك (الروسية)